# 吉次茂七郎
吉次 茂七郎（よしつぐ もしちろう、生年不詳 - 1923年1月19日）は、日本の土木技術者、鉄道技術者。

## 経歴・人物

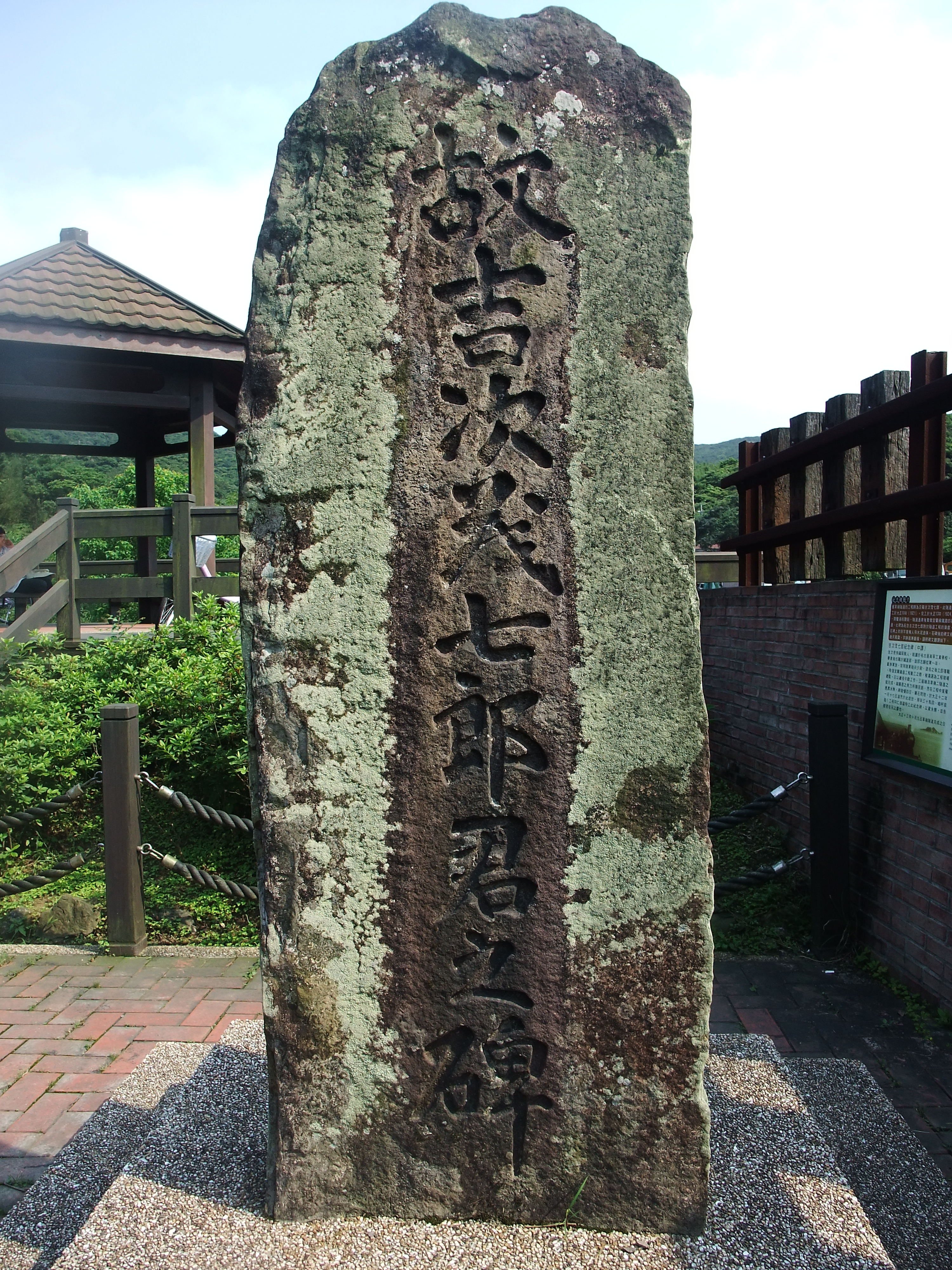
故吉次茂七郎君之碑

福岡県に生まれる。1911年（明治44年）福岡県立中学修猷館を経て、1914年（大正3年）3月名古屋高等工業学校（現・名古屋工業大学）を卒業。
台湾総督府鉄道部に就職するが、ほどなくして陸軍に志願し、砲兵少尉となる。
除隊後、命令により台湾総督府鉄道部に復職。宜蘭線が着工されるや、1921年（大正10年）に工事現場監督者に抜擢される。三貂嶺隧道と草嶺隧道の工事監督に従事するが、その工事が難航を極め、マラリアに感染し、工事途中で1923年（大正12年）1月19日に死去。
草嶺隧道完成の 1924年（大正13年）10月9日、工事関係者によって、その近くに吉次の功績を称える記念碑「故吉次茂七郎君之碑」が建立されており、日本の統治下では毎年慰霊祭が行われていたと伝えられている。戦後、台湾における日本人に関わる、この種の記念碑や顕彰碑の類はほとんど破壊や撤去がなされたが、吉次の碑は地元住民の強い反対により残された。
草嶺隧道は、1985年（昭和60年）に新しいトンネルが建設され、一時廃道になったが、2008年（平成20年）にサイクリングロード「旧草嶺隧道自転車道」として再び使用されるようになった。